# 迈克尔·阿蒂亚
迈克尔·弗朗西斯·阿蒂亚爵士，OM PRS FRSE FMedSci  FREng（1929年4月22日—2019年1月11日），英国黎巴嫩裔数学家，主要研究领域为几何，被誉为当代最伟大的数学家之一。

## 生平

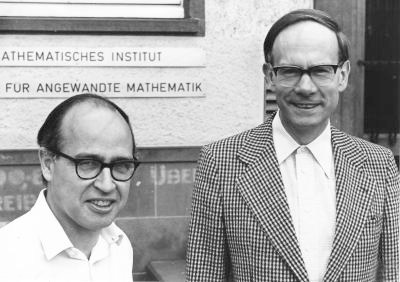
阿蒂亚与希策布鲁赫

阿蒂亚的早期工作主要集中在代数几何领域。受亚历山大·格罗滕迪克影响，他与弗里德里希·希策布鲁赫一起创立了拓扑K-理论，在代数拓扑中的一个重要的工具，非正式地讲，就是空间可以被扭曲。这是第一个重要的广义上同调理论。他最为著名的成果是1963年他与艾沙道尔·辛格合作，对椭圆算子证明了著名的阿蒂亚-辛格指标定理。此定理在微分方程、复几何、泛函分析以及理论物理学中均有深远的应用，公认为20世纪最重要的数学成果之一。这方面的后继工作还包括他与拉乌尔·博特合作的阿蒂亚-博特不动点定理。70年代后他的兴趣转向规范场论，着力研究瞬子和磁单极子的数学性质。近30年来，低维拓扑学和无穷维流形几何学的研究受到量子场论和弦理论的极大启发，他是这个新兴领域的主要倡导者之一。爱德华·威滕等数学物理学家深受他的影响。
他在1966年荣获菲尔兹奖，在1988年荣获科普利獎章，在2004年与辛格共同获得阿贝尔奖。
阿蒂亚曾任英国皇家学会主席(1990-1995)，剑桥大学三一学院院长（1990－1997），爱丁堡皇家学会主席（2005－2008），并被选为多国科学院的外籍院士。自1997年至他去世时，他一直担任爱丁堡大学数学系的名誉教授。
他的学生包括格雷姆·西格尔、奈杰尔·希钦和西蒙·唐纳森等知名数学家。
2018年9月24日，迈克尔·阿蒂亚声称证明黎曼猜想，但无法使数学家信服。
2019年1月11日于爱丁堡逝世，享年89岁。